# Porsche-Museum

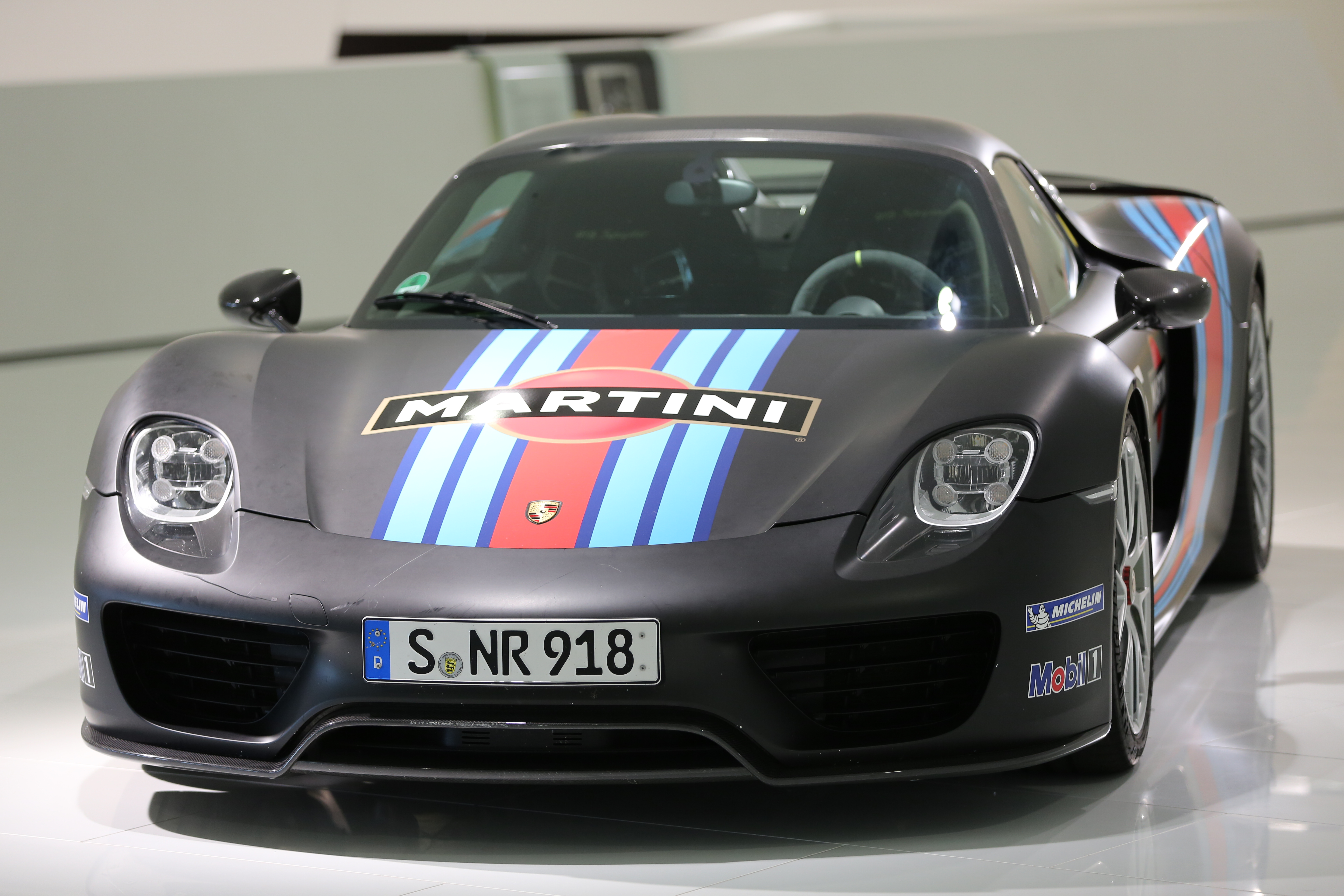
Porsche 918 Spyder, Sommer 2015

Das Porsche Museum ist ein Automuseum in Stuttgart. Das Werksmuseum der Dr. Ing. h.c. F. Porsche AG befindet sich am Porscheplatz im Stadtbezirk Zuffenhausen, genauer gesagt in dessen Stadtteil Zuffenhausen-Schützenbühl. Am 31. Januar 2009 wurde der Museumsneubau für das Publikum eröffnet. Im Juni 2011 kam der einmillionste Besucher. Es belegt hinter dem Mercedes-Benz-Museum den zweiten Platz der meistbesuchten Museen in Stuttgart; 2015 besuchten es etwa 450.000 Menschen.

## Das alte Porsche Museum

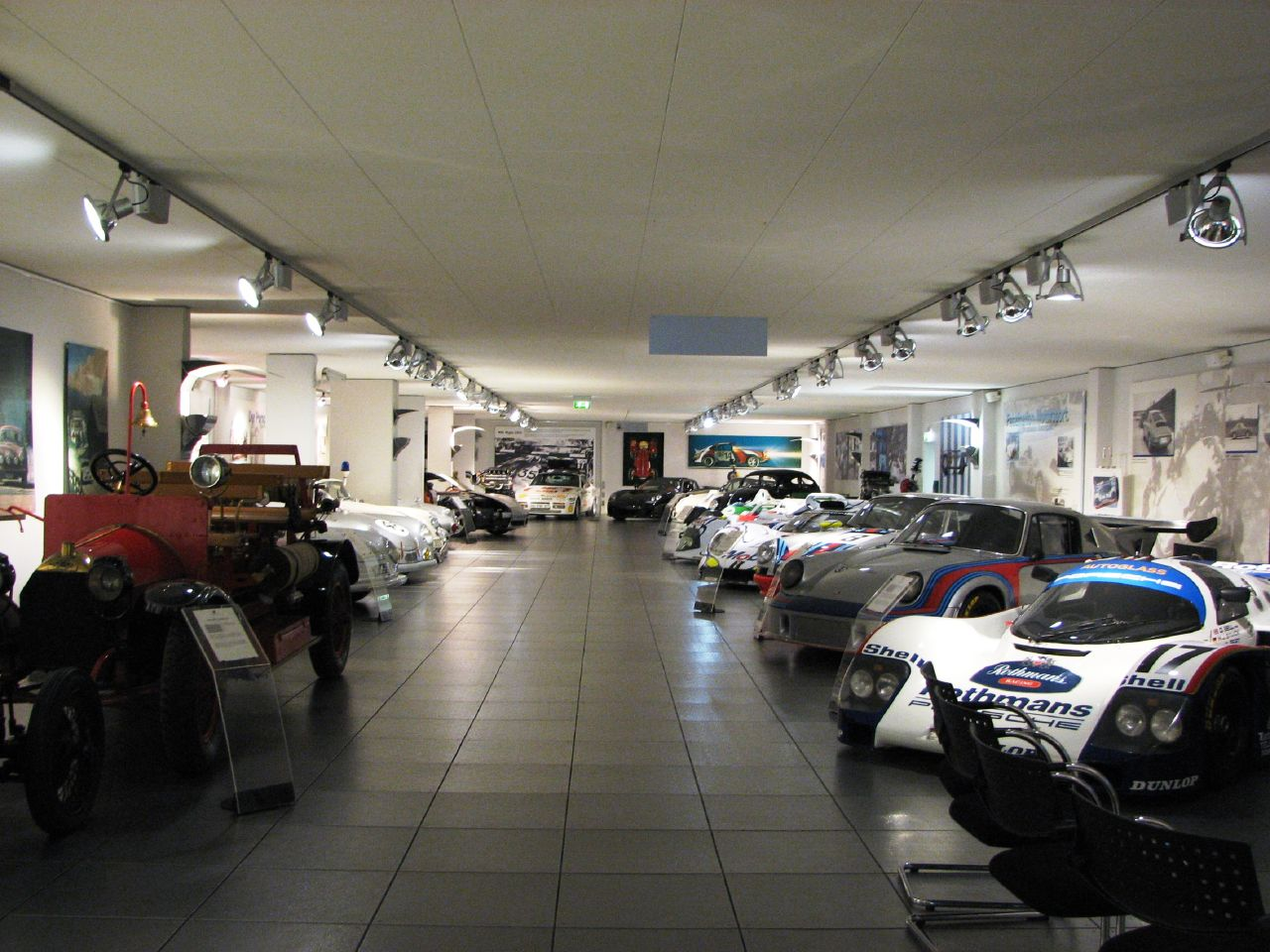
Blick in das „alte“ Museum in der Porschestraße

1976 wurde das Museum für die Allgemeinheit geöffnet. Es war auf dem Werksgelände in einer ehemaligen Motorenfertigungshalle angesiedelt und wies eine Fläche von 620 Quadratmeter auf. Zwischen 70.000 und 80.000 Besucher besichtigten jährlich die etwa 20 ständig wechselnden Exponate. Der Eintritt war frei. Das Werksmuseum verfügte aber über eine erheblich größere Anzahl von Ausstellungsfahrzeugen. Die vorhandenen Rennwagen, Prototypen und die Serienfahrzeuge boten nur einen kleinen Einblick in die Geschichte des Herstellers, daher wurde die Ausstellung durch Filme über die Automobilentwicklung bei Porsche ergänzt. Dem Museum schloss sich ein dazugehöriger Shop an.
Porsche verfolgte das Konzept des „rollenden Museums“, was zum einen bedeutet, dass die Exponate ständig wechselten und zum anderen, dass die gezeigten Fahrzeuge oftmals noch fahrbereit und zum Teil sogar straßenzugelassen waren. Je nach Ausstellungsvariante konnte der Besucher vom Porsche aus dem Jahr 1948 auch Modelle der am Nürburgring, in Le Mans oder bei der Targa Florio eingesetzten Sieger- und Markenweltmeister-Fahrzeuge ebenso besichtigen, wie Siegerautos der Rallye Monte Carlo, wo Porsche-Fabrikate mehrfach Erfolge erzielten.
In den Dokumentationen begegnet der Besucher Siegernamen wie beispielsweise dem Rennbaron Huschke von Hanstein.

## Das neue Porsche Museum

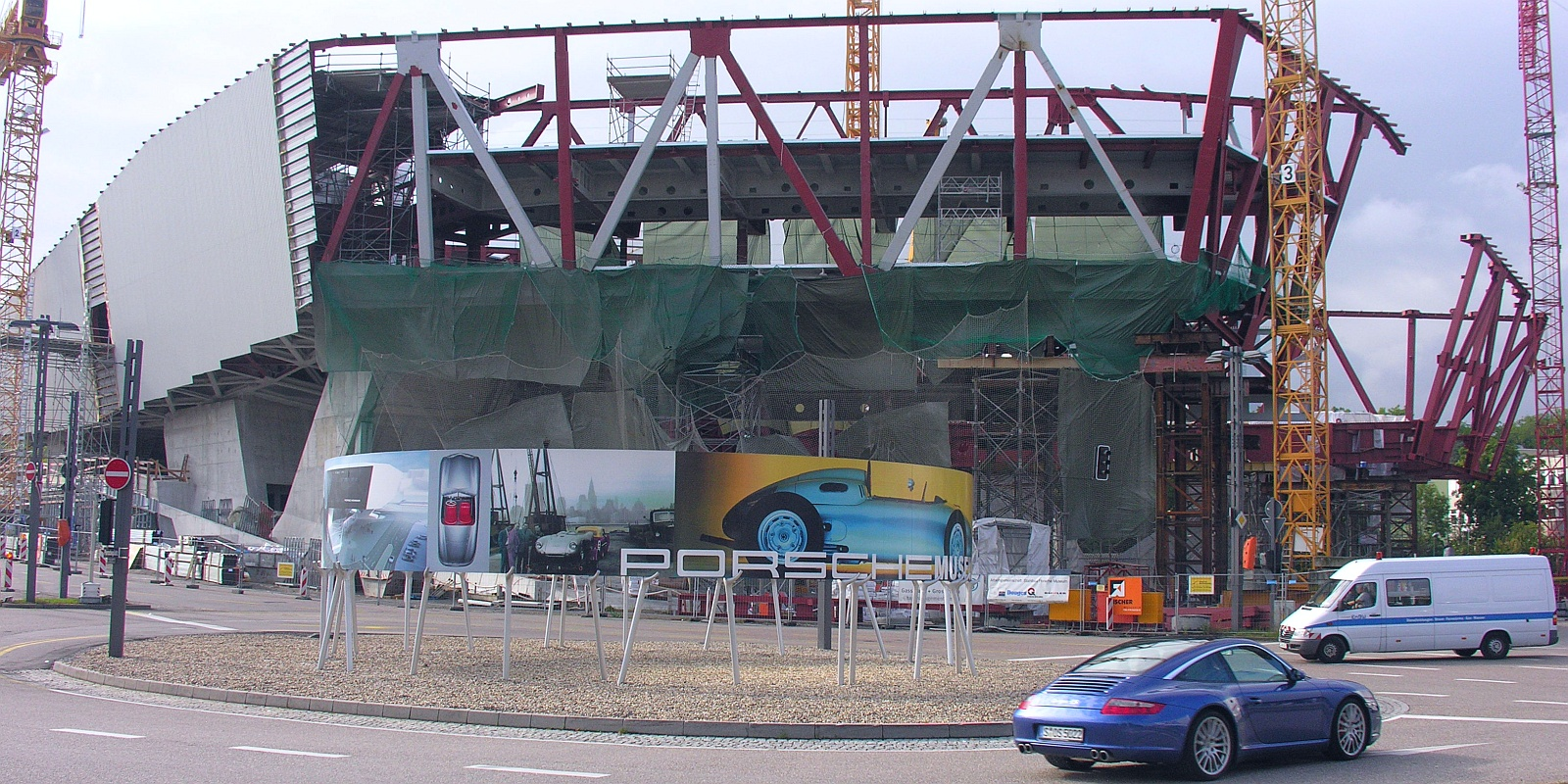
Das neue Porsche-Museum in der Bauausführung, September 2007

Porsche Museum bei Nacht

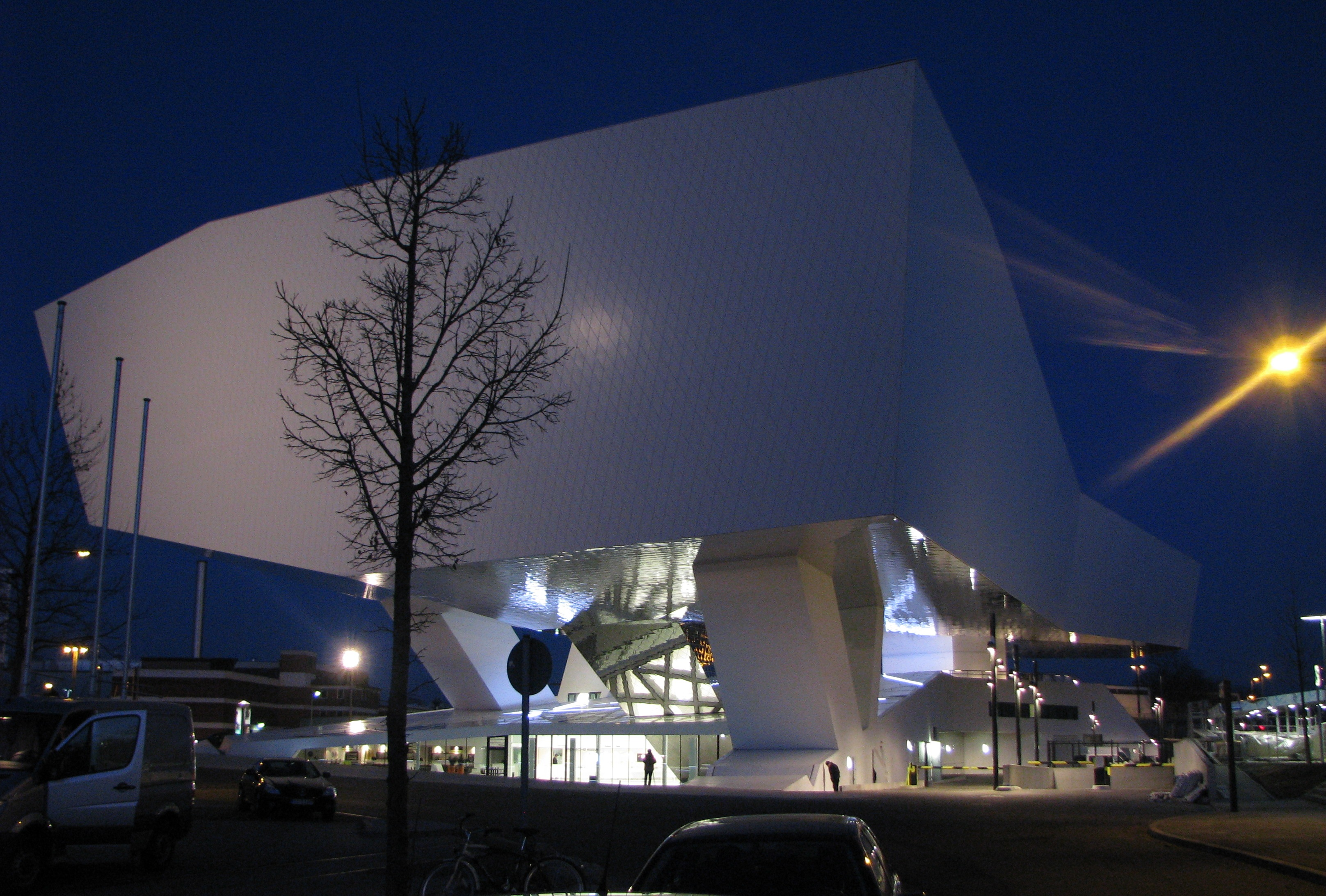
Ansicht von Westen

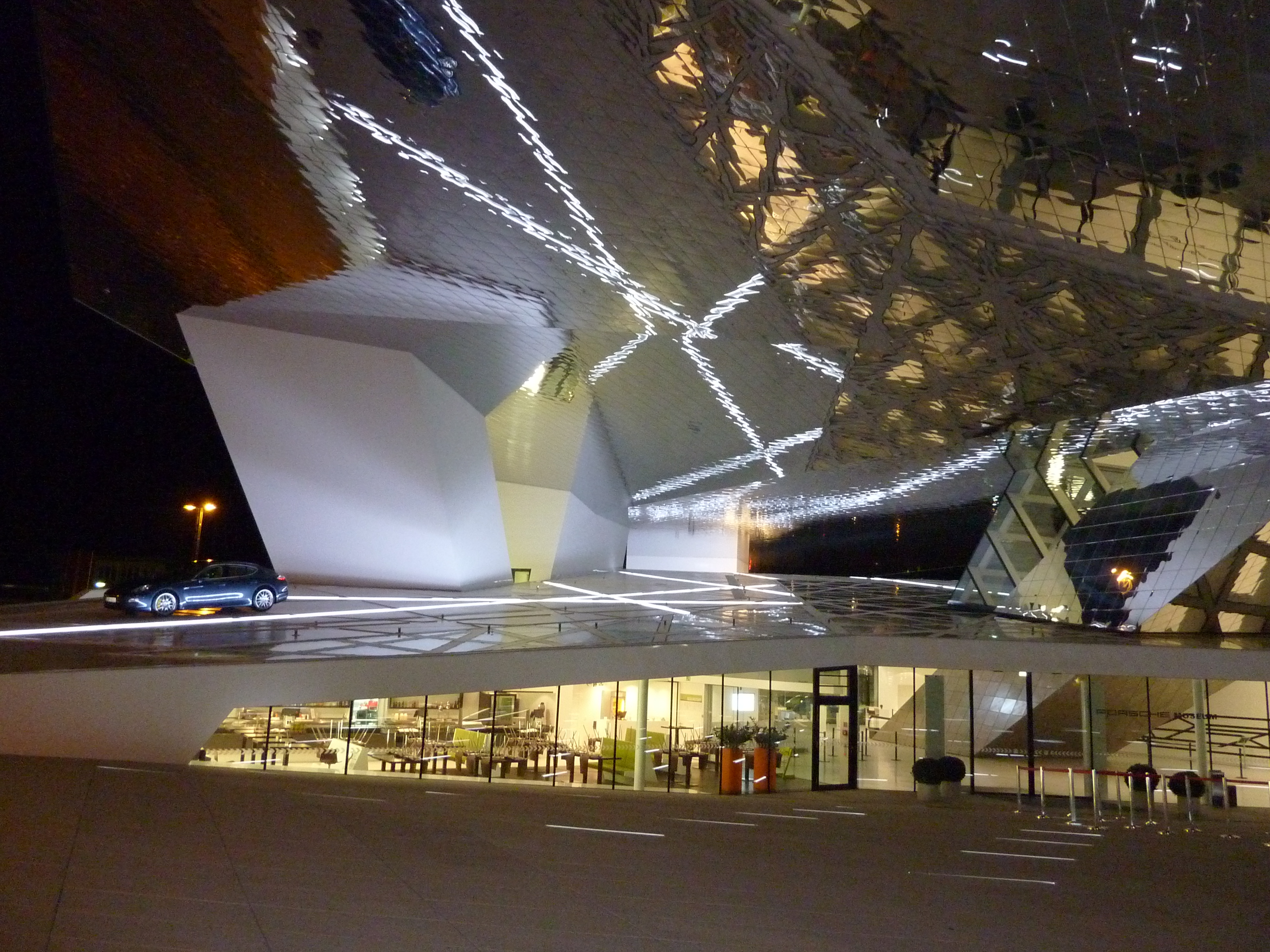
Gebäude bei Nacht mit kunstvollen Reflexen

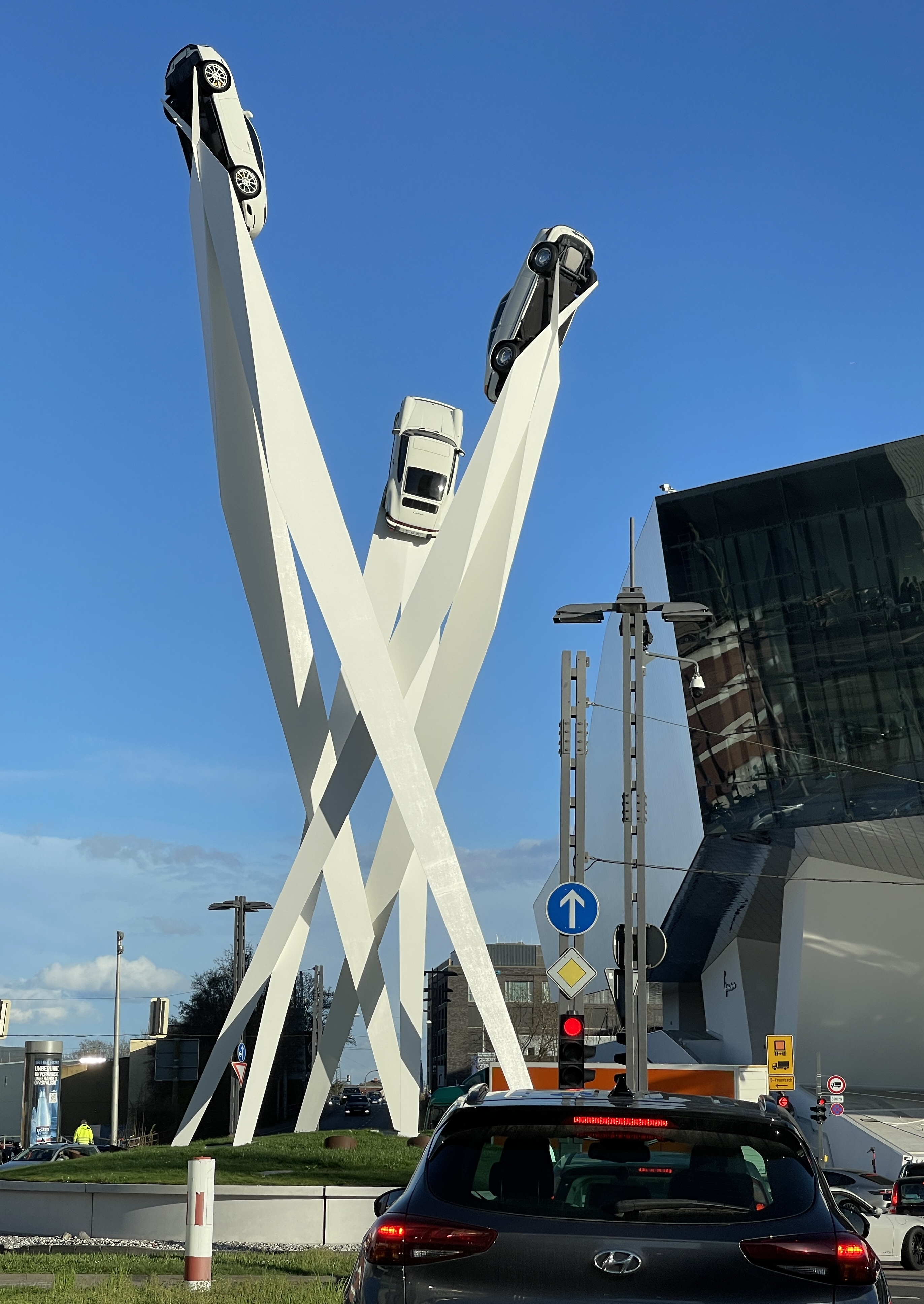
Skulptur am Porscheplatz 2023

Nachdem ein zunächst diskutiertes Museumsprojekt zusammen mit Mercedes-Benz auf dem ehemaligen Messegelände Killesberg nicht zustande gekommen war, begann Porsche mit den Planungen für ein neues Museum am Hauptsitz in Stuttgart-Zuffenhausen. Die Absicht war, dem Porsche-Platz mit dem Unternehmenssitz und den Porsche-Werkshallen eine markante Gestalt zu geben.
Die architektonische Gestaltung stammt vom Wiener Architektenbüro Delugan Meissl Associated Architects, welches sich im Wettbewerb gegen 170 Konkurrenten durchsetzen konnte. Das Konzept für den musealen Ausbau wurde vom Stuttgarter Büro hg merz architekten museumsgestalter entwickelt, das bereits für das Mercedes-Benz-Museum verantwortlich war.
Um der umfangreichen Unternehmensgeschichte gerecht werden zu können und Wünschen nach einem adäquaten Museumsstandort nachzukommen, gab die Porsche-Unternehmensleitung im Jahr 2004 den Entwurf der Architekten Delugan Meissl nach der Lösung der Planungsfragen zur Ausführung frei. Am 17. Oktober 2005 war offizieller Start des Bauprojekts. Im Februar 2007 war der Rohbau fertig. Im Oktober 2008 wurden die ersten Kleinexponate und Vitrinen auf der Ausstellungsebene installiert und aufgebaut und einen Monat später kamen die ersten zwölf Ausstellungsfahrzeuge in das zweite Obergeschoss. Die offizielle Übergabe an den Bauherren erfolgte am 8. Dezember 2008. Die offizielle Einweihung wurde am 28. Januar 2009 gefeiert. Für die Allgemeinheit ist das Museum seit dem 31. Januar 2009 offen. Die Baukosten für das neue Museum haben sich auf zirka 100 Millionen Euro verdoppelt. Bis Juni 2011 wurden eine Million Besucher und bis dato 5100 Führungen gezählt. Knapp 35 % der Besucher sind Gäste aus dem Ausland. Im Frühjahr 2011 wurde eine Sonderausstellung zum Thema Ferdinand Porsche – Pionier des Hybridantriebs gezeigt.

### Architektur
Das Bauwerk steht in leichter Hanglage. Der Sockelbau, der als Tiefgarage genutzt wird, weist zwei Untergeschosse auf. Darauf folgen stufenartig das Erdgeschoss und ein Obergeschoss. Im Erdgeschoss befindet sich hinter einer Glasfront der Eingang mit einem schmalen Foyer, wo Kassentresen, Café und Museumsshop angeordnet sind. Außerdem ist dort die durch eine Glaswand abgetrennte Museumswerkstatt sowie das Firmenarchiv zu finden.

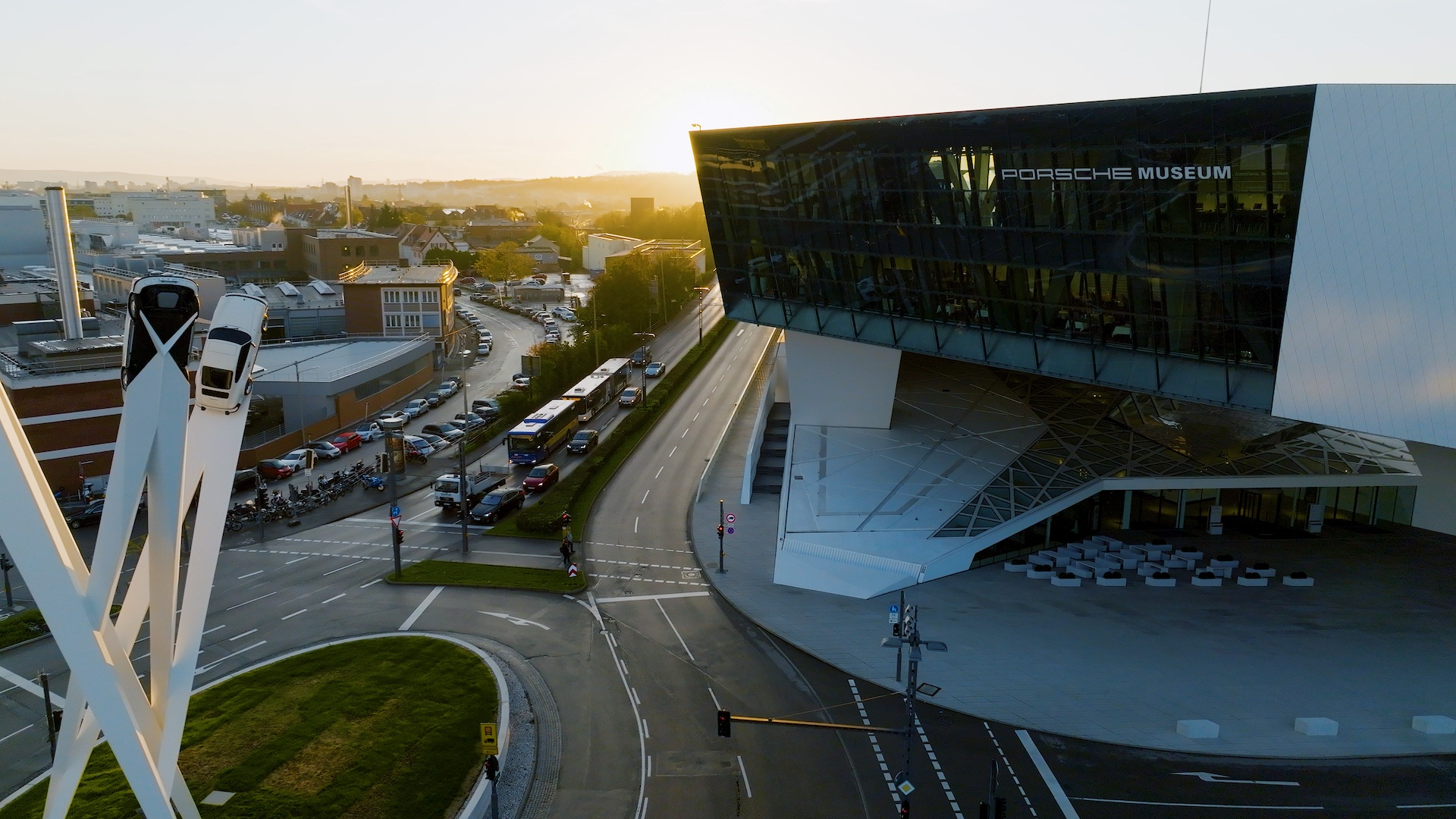
Blick von oben auf das Porsche Museum (2022)

Oberhalb des Sockelbaus liegt der sogenannte Flieger mit dem Ausstellungsbereich. Der polygonal geformte Überbau wird nur durch drei Kerngruppen getragen, wodurch er schwebend wirkt. Die fensterlose Fassade ist mit weißen Rauten, der von unten sichtbare Teil mit spiegelnden Rauten belegt. Die Verbindung mit dem Foyer erfolgt unter anderem über zwei unterschiedlich lange Rolltreppen. Der Überbau beinhaltet die stützenfreie, weiß gestaltete und weitgehend fensterfreie Ausstellungshalle. In dieser sind auf rund 5.600 Quadratmeter Ausstellungsfläche 80 Fahrzeuge ausgestellt, die unter anderem durch eine dem Rundgang nach aufwärts führende spiralförmige Rampe an der Außenwand entlang erschlossen sind. Nur ein Fensterband ist im Ausstellungsbereich über den Produkten, die Porsche für andere Firmen entwickelt hat, vorhanden. Ein Restaurant befindet sich im Überbau hinter der großen Glasfassade mit der Blickrichtung zum Werk, im dritten Obergeschoss ist ein Konferenzbereich mit Zugang zu einer großen Dachterrasse eingerichtet.

### Konstruktion
Das Gebäude mit 21.000 Quadratmeter Gesamtnutzfläche besteht aus einem sogenannten Basement, das bis zu vier Etagen umfasst, davon zwei Untergeschosse. Dieser Baukörper wurde in Stahlbeton mit 3.400 Tonnen Betonstahl als Weiße Wanne mit Flachdecken ausgeführt und ist auf 115 Bohrpfählen mit 1,2 Meter Durchmesser und bis zu 25 Meter Länge gegründet. Oberhalb vom Basement sind nur noch drei Kerngruppen, bestehend aus einem vertikalen Schacht mit den Aufzugsanlagen und zwei Kernen mit Stützen in Y-Form, vorhanden. Auf den drei Kernen ist das Ausstellungsgebäude, der sogenannte Flieger, mit 35.000 Tonnen Gewicht in maximal 16 Meter Höhe als Brückenbauwerk gelagert. Dieser bis zu 150 Meter lange Baukörper weist eine Stahlkonstruktion mit 5.500 Tonnen Masse auf. Er besitzt Spannweiten von bis zu 60 Meter zwischen den Kernen und Auskragungen mit bis zu 45 Meter.

### Gastronomie
Im Porsche-Museum befinden sich drei Restaurants: das Besucherrestaurant Boxenstopp, eine Kaffeebar sowie das Restaurant Christophorus, das sich im oberen Teil des Gebäudes befindet. Das Christophorus ist im Old American Diner Stil eingerichtet und besitzt einen Weinkeller sowie eine direkt angeschlossene Zigarrenlounge. Die Gastronomie wird unternehmensintern betrieben.

### Vermittlungsbereiche
Das Porsche-Museum bietet im Rahmen der Vermittlungsarbeit Museumsführungen für offene und private Gruppen, sowie Führungen für Menschen mit Behinderung, Sensibilisierungsführungen und Führungen für Kinder an. Außerdem kann auch das Porsche-Werk besichtigt werden.

### Daten und Fakten
| Allgemeines                            |                                                            |
| -------------------------------------- | ---------------------------------------------------------- |
| Gesamtkosten                           | rund 100 Millionen Euro                                    |
| Maße Museumskörper                     | Länge 140 Meter, Breite 70 Meter                           |
| Gesamtfläche Bauwerk                   | 25.800 Quadratmeter                                        |
| Fassadenfläche des Ausstellungskörpers | rund 10.000 Quadratmeter, bestehend aus rund 30.000 Rauten |
| Gewicht Museumskörper                  | rund 35.000 Tonnen                                         |
| Stahl                                  | rund 12.500 Tonnen                                         |
| Beton                                  | rund 21.000 Kubikmeter                                     |
| Aushub (Erde)                          | rund 66.000 Kubikmeter                                     |
| Ausstellung                            |                                                            |
| Exponate                               | rund 80 Museumsfahrzeuge und 200 Kleinexponate             |
| Bestand Museumsfahrzeuge gesamt        | mehr als 600 Exponate                                      |
| Ausstellungsfläche gesamt              | 5.600 Quadratmeter                                         |
| Veranstaltungsfläche gesamt            | 1.400 Quadratmeter                                         |
| Veranstaltungsfläche Konferenzbereich  | 0.600 Quadratmeter                                         |
| Veranstaltungsfläche Dachterrasse      | 0.800 Quadratmeter                                         |

## Exponate
Die ständig wechselnden Ausstellungsfahrzeuge des Museums werden „aus dem Museumsbestand von etwa 450 vorzeigenswerten Exponaten gezeigt“. Einige dieser Exponate werden der Öffentlichkeit gelegentlich auch im Einsatz gezeigt, wie beispielsweise im Rahmen von Renntaxifahrten anlässlich des Bergrennens Arosa ClassicCar. Seit 2011 findet jährlich die Porsche Soundnacht statt, eine spezielle Veranstaltung, wo ausgesuchte Museums-Exponate wieder zum Leben erweckt werden. Die Veranstaltung ist bei Porsche- und Motorsport-Fans bereits Kult und in dieser Form einzigartig.
Die wichtigsten Exponate des Porsche-Museums
Typ 64

Baujahr: 1939, Motor: Vierzylinder-Boxermotor, Hubraum: 1.131 cm³ Leistung: 33 PS (24 kW), Höchstgeschwindigkeit: 140 km/h. Der für das Langstreckenrennen Berlin-Rom entworfene Sportwagen erhielt die Bezeichnung Karosserie Typ 64 und gilt als der „Ur-Porsche“. Die Karosserie bestand aus Aluminium und diente für Ansätze späterer Sportwagen von Porsche. Auf öffentlichen Straßen wurde eine Geschwindigkeit von 130 km/h erreicht.
VW Käfer

Baujahr: 1950, Motor: Vierzylinder-Boxermotor, Hubraum: 1.131 cm³ Leistung: 25 PS (18 kW) Höchstgeschwindigkeit: 105 km/h. Ferdinand Porsche stellte im Januar 1934 den Bau eines „Deutschen Volkswagens“ vor. Für das kompakte Modell sah Porsche einen luftgekühlten Vierzylinder-Motor im Heck, eine Kurbellenkerachse, die Drehstabfederung sowie die Aufteilung des Fahrzeugs in Bodenplatte und Karosserie vor. Das Design vereinte eine Stromlinienform mit einem Platzangebot für vier Personen – es entstand die bekannte Käfer-Silhouette. Bis 2003 rollten weltweit 21,5 Millionen Käfer von den Bändern der Volkswagen AG.
Porsche 356 „Nr. 1“ Roadster

Baujahr: 1948 Motor: Vierzylinder-Boxermotor Hubraum: 1.131 cm³ Leistung: 35 PS (26 kW) Höchstgeschwindigkeit: 135 km/h. Im Frühjahr 1948 entstand in Gmünd (Kärnten) der erste Sportwagen mit dem Namen Porsche. Der Prototyp des Porsche Typ 356 „Nr. 1“ war am 8. Juni fahrbereit, die Kärntner Landesregierung erteilte eine Einzelgenehmigung zum Erprobungseinsatz auf öffentlichen Straßen. Der Mittelmotor-Sportwagen war mit einem auf 35 PS gesteigerten VW-Motor ausgerüstet. Er erreichte bei einem Gewicht von 585 kg eine Höchstgeschwindigkeit von 135 km/h. Im August 1948 nahm er beim Innsbrucker Stadtrennen teil.
Porsche 356 Coupé „Ferdinand“

Baujahr: 1950 Motor: Vierzylinder-Boxermotor Hubraum: 1.086 cm³ Leistung: 40 PS (29 kW) Höchstgeschwindigkeit: 140 km/h. Am Gründonnerstag 1950 begann ein neues Kapitel für Porsche, als der erste in Stuttgart gebaute Typ 356 aus der Werkshalle rollte. Die Versuchsfahrzeuge bekamen bei Porsche traditionell Beinamen: Das im Museum gezeigte Exemplar heißt „Ferdinand“. Er kam als „rollender Prüfstand“ zum Einsatz.
Porsche 356 America Roadster

Baujahr: 1953, Motor: Vierzylinder-Boxermotor, Hubraum: 1.488 cm³, Leistung: 70 PS (51 kW), Höchstgeschwindigkeit: 177 km/h. Exklusiv für den nordamerikanischen Markt entstand ein Roadster, der wesentlich leichter war, als die zur selben Zeit produzierten Modelle der 356-Serie. Das geringe Gewicht von 605 kg erreichte der Wagen durch eine leichte Aluminiumkarosserie mit tief ausgeschnittenen Türen, aufsteckbaren Seitenscheiben und einem Notverdeck. Der spartanisch ausgestattete Vorläufer des 356 Speedster war speziell für den Einsatz im Rennsport konzipiert.
Porsche 550 A Spyder

Baujahr: 1956 Motor: Vierzylinder-Boxermotor, Hubraum: 1.498 cm³, Leistung: 135 PS (99 kW), Höchstgeschwindigkeit: 240 km/h. „Little bastard“ nannte der amerikanische Schauspieler James Dean den für den Rennsport konstruierten 550. Mit einem Spyder verunglückte er 1955 mit 24 Jahren tödlich auf dem Weg zur Rennstrecke im kalifornischen Salinas.
356 B 2000 GS Carrera GT
Baujahr: 1960 Motor: Vierzylinder-Boxermotor Hubraum: 1.966 cm³ Leistung: 175 PS (129 kW) Höchstgeschwindigkeit: 220 km/h. Der 356 bekam nicht nur ein neues Aussehen, er präsentierte sich auch mit innovativer Technik. Die beweglichen Karosserieteile aus Aluminium sind ein Beispiel dafür. Neu waren auch die Sicherheitslenkung mit hydraulischem Dämpfer, die optimierte Bremskühlung und die verschiedenen Getriebeübersetzungen. Den Zusatznamen „Carrera“ erhielten von 1955 an alle Fahrzeuge mit Rennmotor.
Porsche 911 2.0 Coupé
Baujahr: 1964 Motor: Sechszylinder-Boxermotor, Hubraum: 1.991 cm³ Leistung: 130 PS (96 kW) Höchstgeschwindigkeit: 210 km/h. Auf der Internationalen Automobil-Ausstellung (IAA) 1963 in Frankfurt präsentierte Porsche den Nachfolger für den 356: Der Ur-Elfer war geboren. Der 911 unterscheidet sich in vielen Punkten von seinem Vorgänger, nicht nur durch den Sechszylindermotor. Da Peugeot dreistellige Nummern mit einer Null in der Mitte für sich beanspruchte, musste Porsche die 901 wieder zurückziehen. Es entstand die bekannte Zahlenkombination 911.
Porsche 914/8

Baujahr: 1969 Motor: Achtzylinder-Boxermotor, Hubraum: 2.997 cm³ Leistung: 300 PS (221 kW) Höchstgeschwindigkeit: 250 km/h. Die historisch gewachsenen Verbindungen zwischen Porsche und Volkswagen führten Ende der sechziger Jahre zur Konstruktion des VW-Porsche 914 – einem sportlichen und zugleich günstigen Auto. Neben der Vierzylinderversion für VW wurde eine Sechszylinder-Variante des Mittelmotorfahrzeugs für Porsche gebaut.
Porsche 911 S 2.2 Targa
Baujahr: 1970 Motor: Sechszylinder-Boxermotor, Hubraum: 2.195 cm³ Leistung: 180 PS (132 kW) Höchstgeschwindigkeit: 230 km/h. Als Ergebnis veränderter Gesetze in den USA entstand das erste serienmäßig hergestellte Sicherheitscabriolet der Welt. Porsche-Ingenieure schafften Mitte der sechziger Jahre eine Elfer-Variante zwischen Cabriolet und Coupé, das Targa-Prinzip wurde erfunden. Diese Targa-Version mit stabilem, abnehmbarem Dachteil gewann schnell einen eigenen Kundenstamm. Auch der leistungsstärkere S-Typ (S für Sport) war mit dem charakteristischen Überrollbügel zu haben.
Porsche 908/03 Spyder

Baujahr: 1970, Motor: Achtzylinder-Boxermotor, Hubraum: 2.997 cm³, Leistung: 350 PS (257 kW), Höchstgeschwindigkeit: 275 km/h. Mit einem Gewicht von 545 Kilogramm zeigte der Spyder eine extreme Form des Leichtbaus. Die Karosserie aus schaumverstärktem Kunststoff macht daran nur ganze zwölf Kilogramm aus. Wegen der besseren Gewichtsverteilung rückten Fahrer und Motor nach vorne. Vom Werksteam wurde der 908/3 Spyder nur viermal eingesetzt und war dabei dreimal siegreich; mit Jo Siffert und Brian Redman auch bei seiner Premiere 1970 bei der Targa Florio auf Sizilien.
Porsche 917 KH Coupé

Baujahr: 1971, Motor: Zwölfzylinder-Boxermotor, Hubraum: 4.907 cm³ Leistung: 600 PS (441 kW), Höchstgeschwindigkeit: 360 km/h. Gijs van Lennep und Helmut Marko stellten 1971 einen Streckenrekord auf: Mit einer Durchschnittsgeschwindigkeit von 222,30 km/h legten sie beim 24-Stunden-Rennen von Le Mans 5.335,16 Kilometer zurück. Die Kurzheck-Version 917 trägt Haifischflossen an beiden Seiten der Heckhaube, der Rahmen ist aus leichtem Magnesium.
Porsche 917/30 Spyder

Baujahr: 1973, Motor: Zwölfzylinder-Boxermotor mit Turboaufladung, Hubraum: 5.374 cm³, Leistung: 1.200 PS (882 kW), Höchstgeschwindigkeit: 385 km/h. Der weiterentwickelte Zwölfzylindermotor war bei Rundstreckenrennen sehr erfolgreich. Mit Mark Donohue am Steuer gewann ein Porsche zum zweiten Mal die CanAm-Serie vor McLaren. Erstmals wurde auch die Turboaufladung auf kurvenreichen Strecken erprobt.
Porsche 911 Carrera RS 2.7 Coupé
Baujahr: 1973 Motor: Sechszylinder-Boxermotor, Hubraum: 2.687 cm³ Leistung: 210 PS (154 kW) Höchstgeschwindigkeit: 240 km/h. Kennzeichnend für den Porsche 911 Carrera RS 2.7 Coupé war der Heckspoiler, vom Volksmund „Entenbürzel“ genannt. Mit dem Einsatz aerodynamischer Hilfsmittel und einer spartanischen Ausstattung verfolgten die Entwickler den Trend nach mehr Leistung bei weniger Gewicht. Als erster Elfer erhielt der RS 2.7 den Schriftzug „Carrera“, angelehnt an den Straßenklassiker Carrera Panamericana.
Porsche 924

Baujahr: 1974 Motor: Vierzylinder-Reihe Hubraum: 1.984 cm³ Leistung: 125 PS (92 kW) Höchstgeschwindigkeit: 200 km/h. Wegen der Energiekrise Mitte der Siebziger stoppte VW ein gemeinsames neues Sportwagen-Projekt. Porsche schuf daher mit dem 924 ein eigenes Einstiegsmodell für seine Fahrzeugpalette. Schon die erste Baustufe wies die große gläserne Heckklappe als markantes Merkmal aus. Gefertigt wurde der 924 mit dem wassergekühlten Frontmotor und der Transaxle-Bauweise ab 1976 im Audi-Werk in Neckarsulm.
Porsche 911 Turbo 3.0 Coupé
Baujahr: 1976 Motor: Sechszylinder-Boxermotor mit Turboaufladung, Hubraum: 2.994 cm³ Leistung: 260 PS (191 kW) Höchstgeschwindigkeit: 250 km/h. Porsches erstes Serienfahrzeug, bei dem ein Leistungssteigerung durch einen Abgasturbolader erzielt wurde, lieferte 260 PS. In Zeiten der Energiekrise war der 911 Turbo eine gewagte Entscheidung. Es wurde aus dem Rennsport erprobte Technik verwendet. Dazu zählten neben der Aufladung vor allem die Bremsen und die Aerodynamik.
Porsche 928 S

Baujahr: 1983 Motor: Achtzylinder V, Hubraum: 4.664 cm³ Leistung: 300 PS (221 kW) Höchstgeschwindigkeit: 250 km/h. Der 928 war ursprünglich als Nachfolger des Elfers gedacht. 1978, ein Jahr nach der Markteinführung, wurde er als erster Sportwagen zum „Auto des Jahres“ gewählt. Technisch unterschied sich das Fahrzeugkonzept durch das Transaxle-Getriebe, den wassergekühlten V8-Leichtmetallmotor und das Aluminiumfahrwerk grundlegend vom 911.
McLaren TAG MP 4/2 C Formel 1
Baujahr: 1986 Motor: Sechszylinder V mit Turboaufladung, Hubraum: 1.499 cm³ Leistung: 850 PS (625 kW) Höchstgeschwindigkeit: ca. 350 km/h. Im Auftrag des TAG-Konzerns baute Porsche einen Motor, der in der Formel 1 eingesetzt wurde. Das Hochleistungstriebwerk sollte im McLaren-Rennwagen aus anderthalb Litern Hubraum genügend Leistung erbringen, um konkurrenzfähig zu sein. Dies war erfolgreich und die Fahrer Alain Prost und Niki Lauda gewannen drei WM-Titel; insgesamt wurden 25 Grand-Prix-Erfolge zwischen 1983 und 1987 erzielt.
Porsche 959

Baujahr: 1988 Motor: Sechszylinder-Boxermotor mit Register-Turboaufladung Hubraum: 2.849 cm³ Leistung: 450 PS (331 kW) Höchstgeschwindigkeit: 315 km/h. Für die neu eingeführte Gruppe B im Rennsport konzipiert, wurde er auf Basis der Baureihe 911 in einer Exklusivserie von 292 Stück gebaut. Trotz seines Preises von 420.000 D-Mark war der 959 schnell ausverkauft.
Studie „Panamericana“

Baujahr: 1989 Motor: Sechszylinder-Boxermotor, Hubraum: 3.557 cm³ Leistung: 250 PS (184 kW) Höchstgeschwindigkeit: 210 km/h. Unter dem Namen “Panamericana” wurde das in nur wenigen Monaten entstandene Modell, auf Basis des 911 Carrera 4, auf der Internationalen Automobil-Ausstellung (IAA) 1989 in Frankfurt präsentiert. Das Konzept mit der horizontalen Dachstruktur beeinflusste stark die weitere Entwicklung des 911 Targa. Und gab daneben den Anstoß zum Bau eines Roadsters, dem späteren Porsche Boxster.
Porsche Boxster

Baujahr: 1996 Motor: Sechszylinder-Boxermotor, Hubraum: 2.480 cm³ Leistung: 204 PS (150 kW) Höchstgeschwindigkeit: 240 km/h. Der zweisitzige Roadster mit Mittelmotor setzte die Spyder-Tradition von Porsche mit moderner Technik fort. Nach positiver Resonanz bei seiner Präsentation als Show-Car, wurde die Serienfertigung beschlossen. Der tatsächliche Boxster wich aus technischen Gründen von der Studie ab. Er nahm einige Merkmale der späteren Elfer-Generation vorweg, blieb aber eigenständig.
Porsche Carrera GT

Baujahr: 2003 Motor: Zehnzylinder V Hubraum: 5.733 cm³ Leistung: 612 PS (450 kW) Höchstgeschwindigkeit: 330 km/h. Durch seine Leichtbauweise hat der Carrera GT ein Leergewicht von 1380 kg. Ursprünglich für den Einsatz in Le Mans konzipiert, wurde das flache Mittelmotorauto mit einer Kohlefaserkarosserie in einer Exklusivserie von 1.270 Einheiten in Leipzig gefertigt.

## Ausgewählte Bilder

Ausstellungsstücke Altes Porsche-Museum
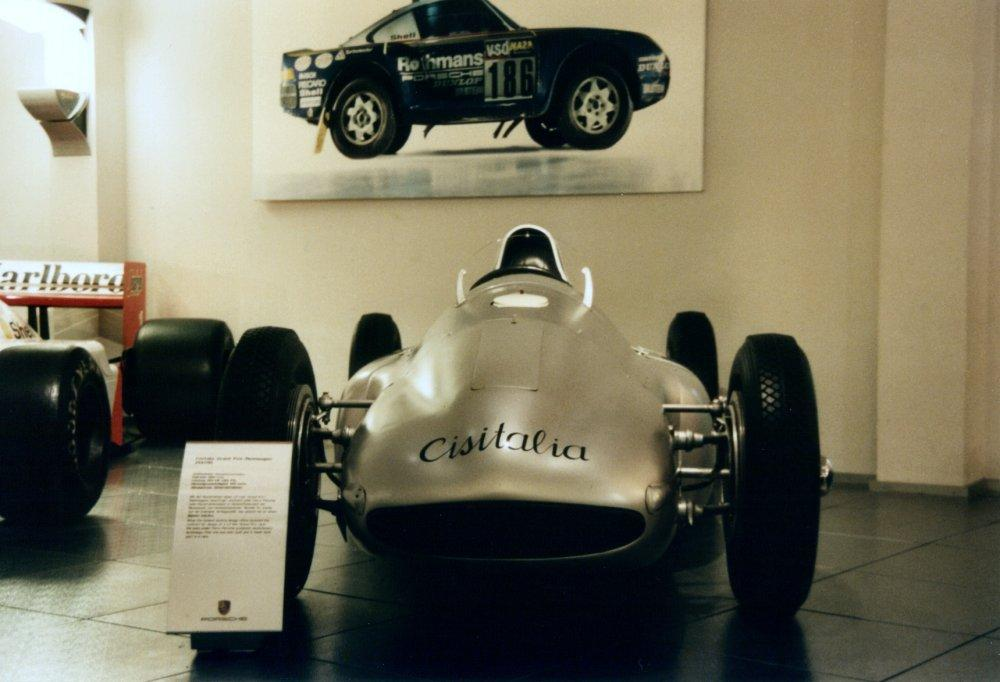
Porsche 360 Cisitalia mit Allradantrieb (1947)
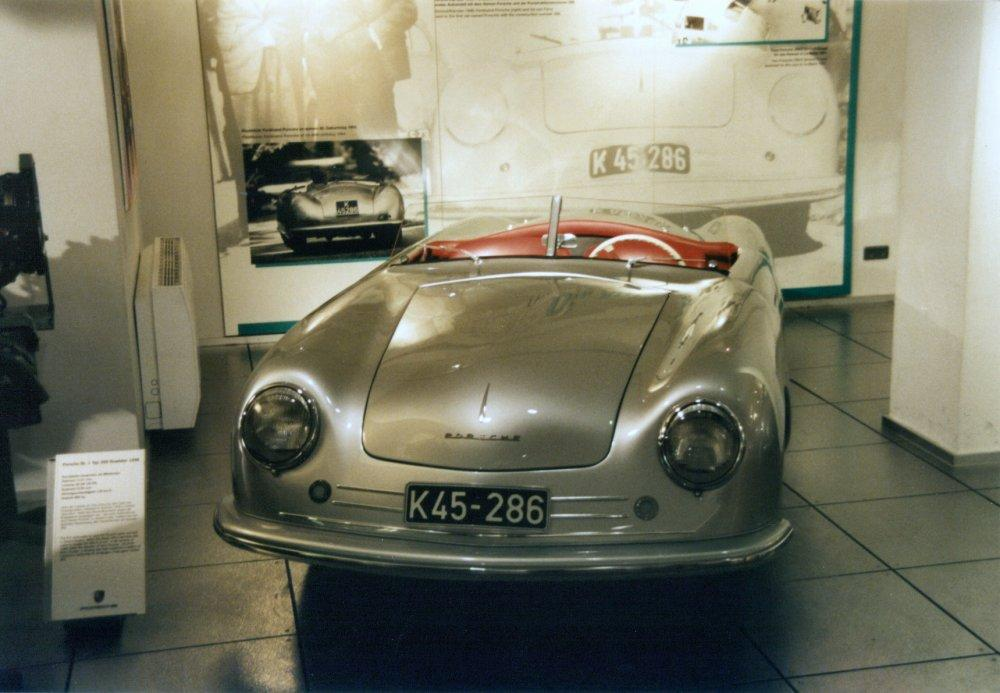
Porsche 356 Nr. 1 Roadster (1948)
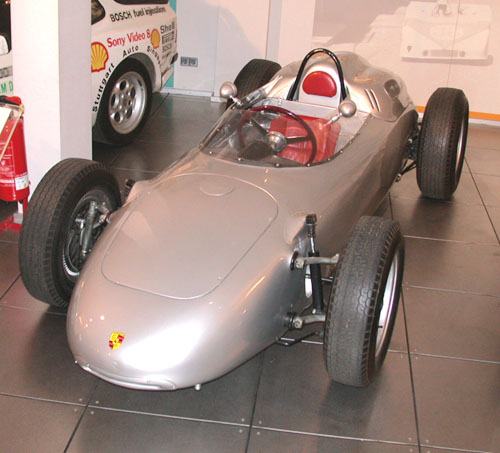
Porsche 718 Formel-2-Rennwagen (1960)
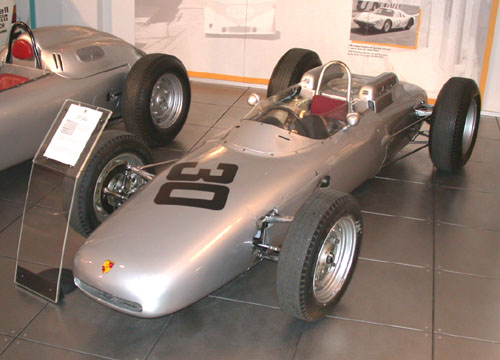
Porsche Typ 804 Formel-1-Rennwagen (1962)
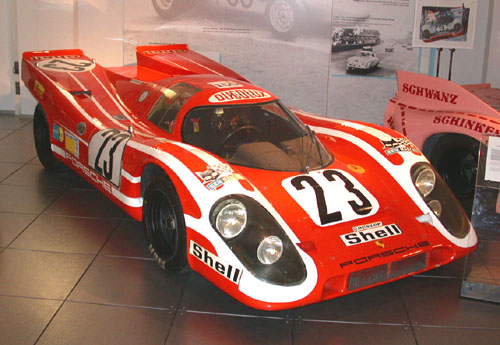
Porsche 917 Kurzheck, Sieger der 24 Stunden von Le Mans 1970
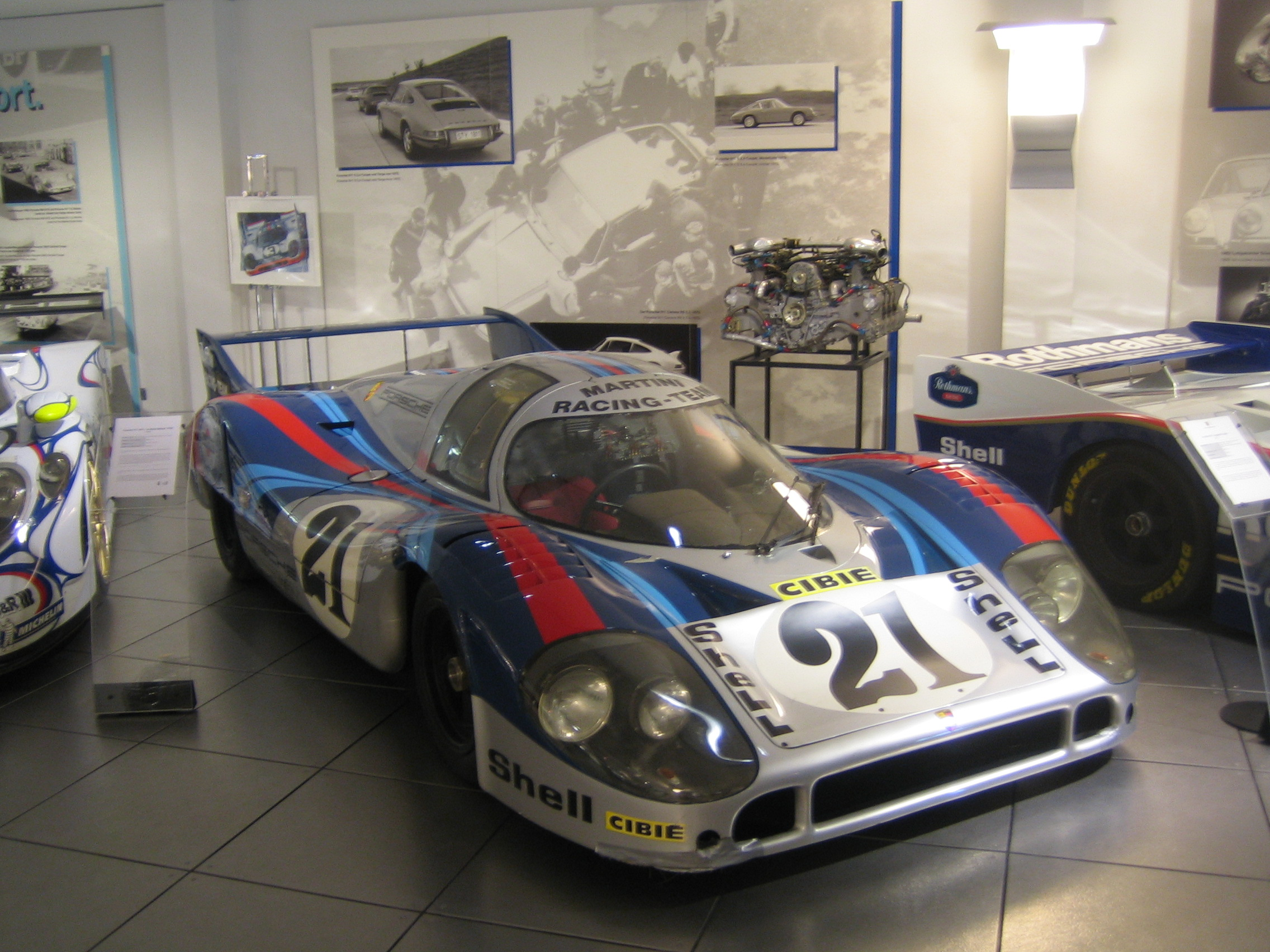
Porsche 917 Langheck Coupé (1971)
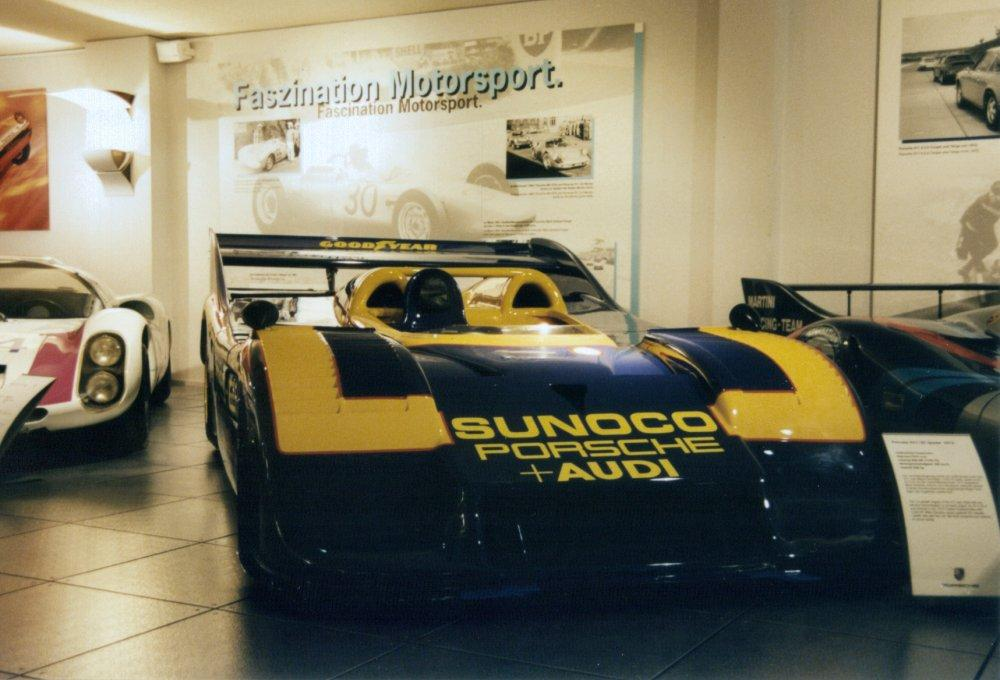
Der 1100 PS starke Porsche 917/30 Spyder (1973)
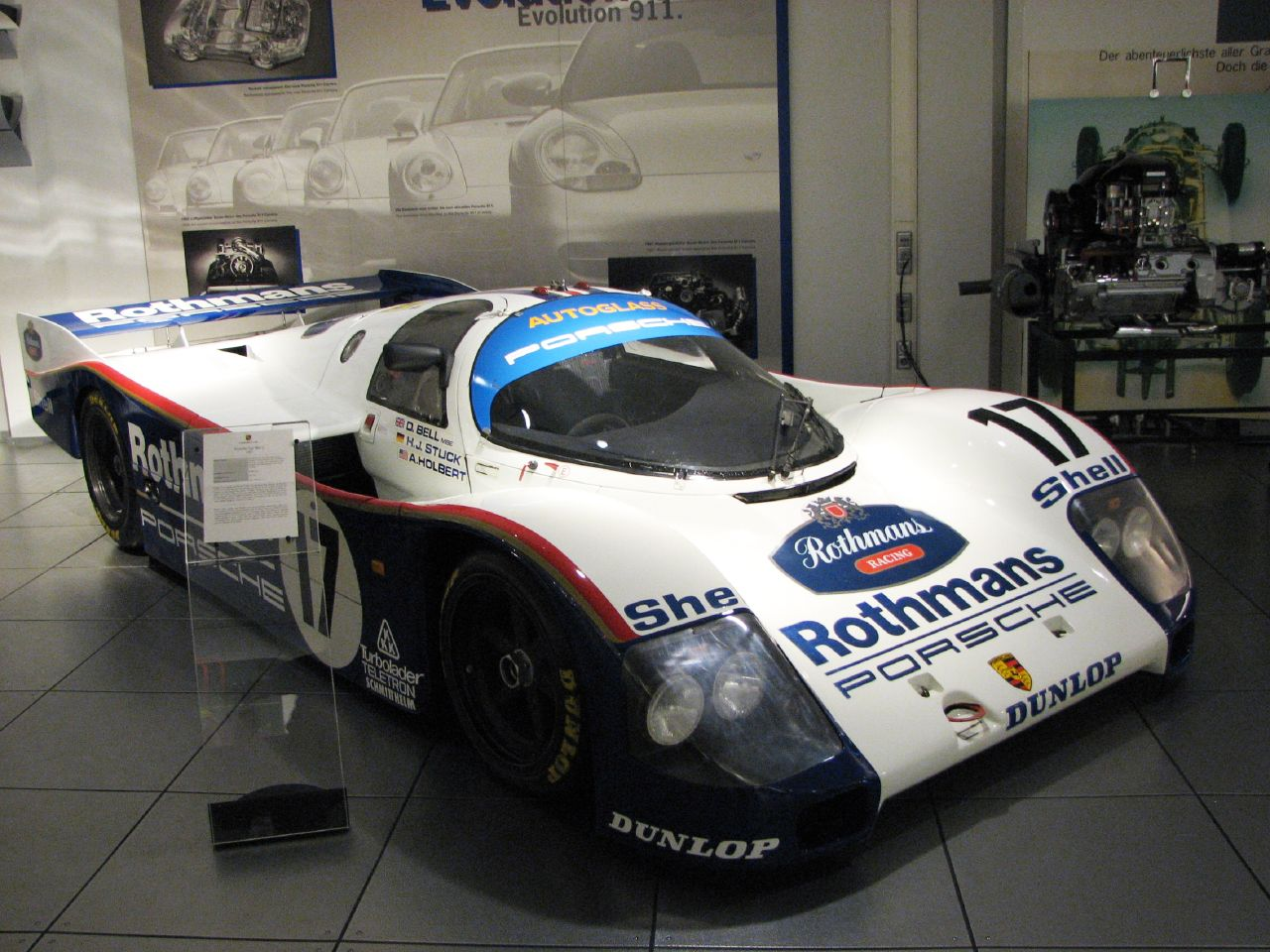
Porsche 962, Sieger der 24 Stunden von Le Mans 1987
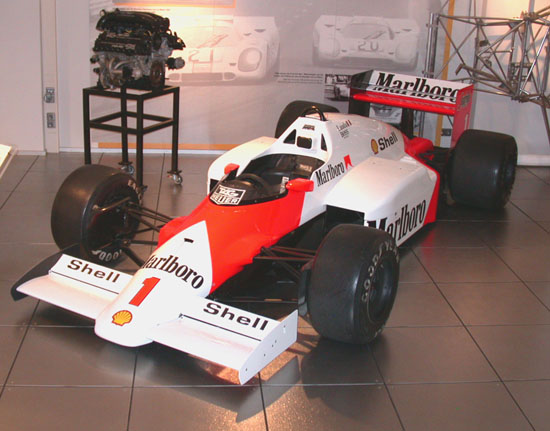
McLaren T.A.G. Porsche (1985)
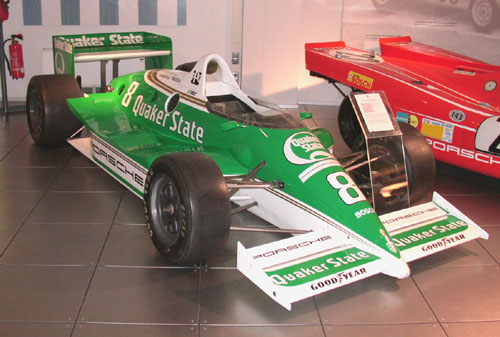
Porsche 2708 CART (1988)
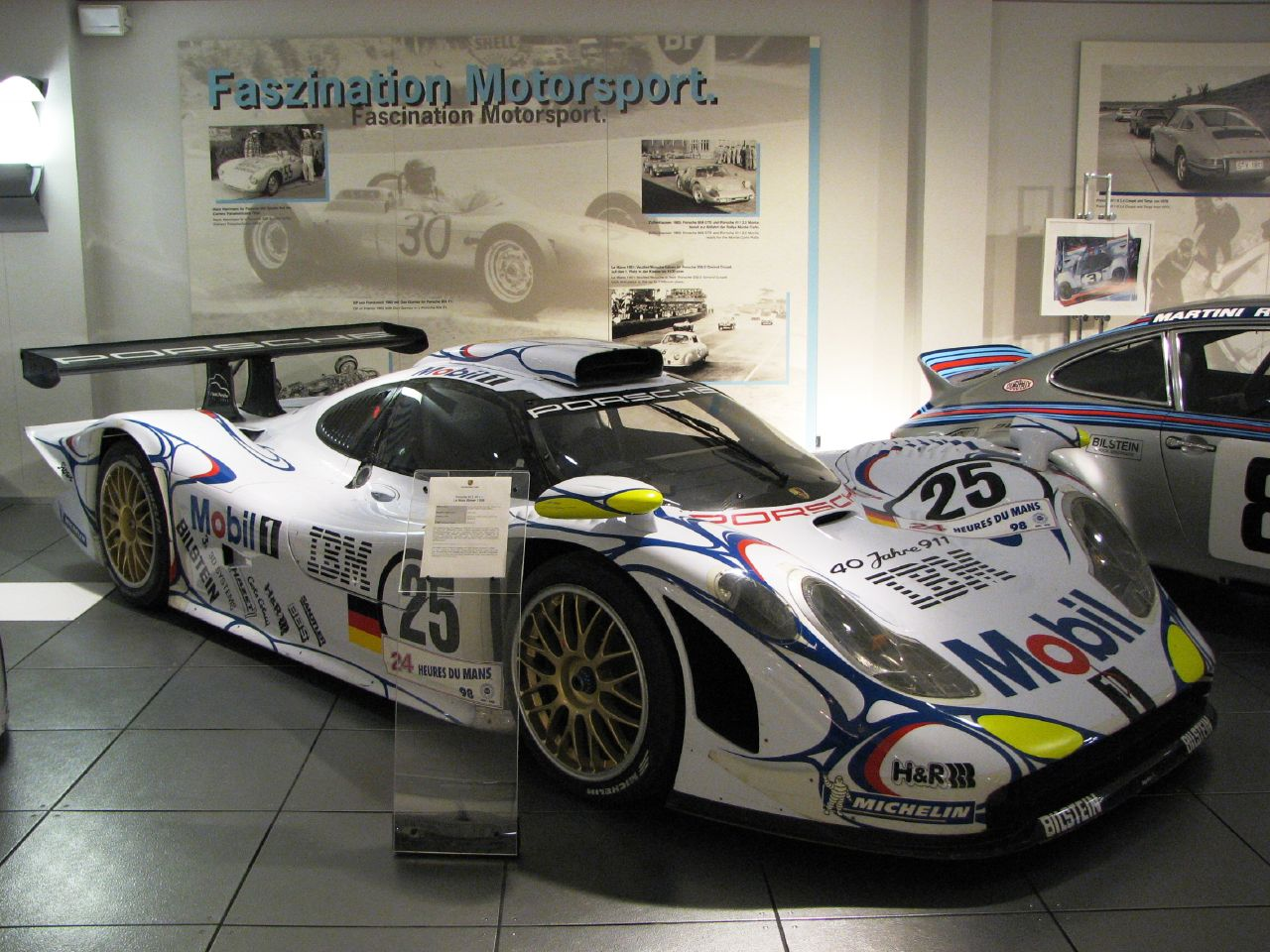
Porsche 911 GT1 '98 mit Le-Mans-Startnummer 25 (1998)
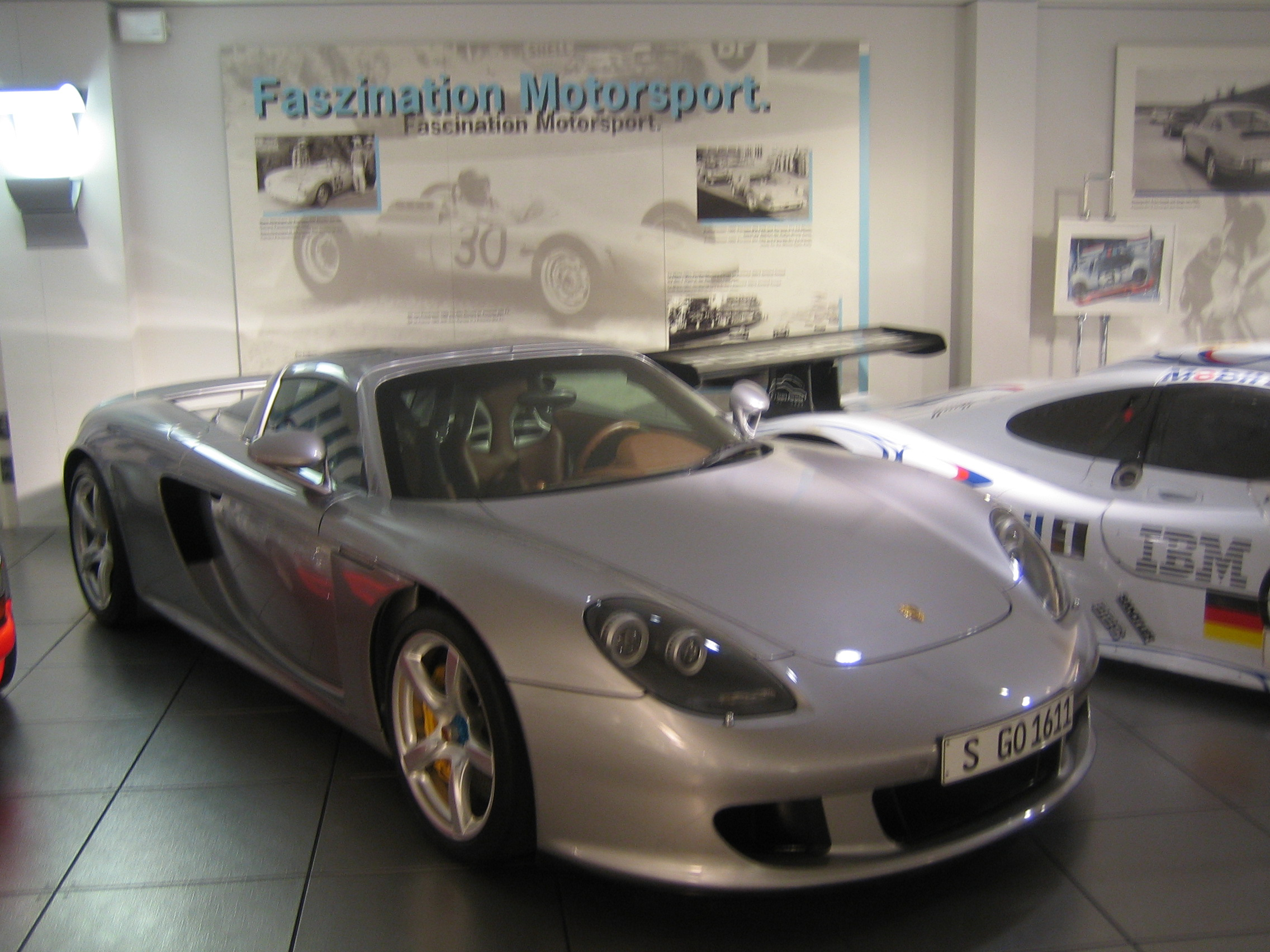
Der 450 kW (612 PS) leistende Carrera GT (2003)